# Fuchū (Aki)
Pour les articles homonymes, voir Fuchu (homonymie).
Ne doit pas être confondu avec la ville de Fuchū également située dans la préfecture de Hiroshima.
Fuchū (府中町, Fuchū-chō) est un bourg du district d'Aki, situé dans la préfecture de Hiroshima, au Japon.

## Géographie

### Situation
Le territoire de Fuchū est enclavé dans le sud-ouest du territoire d'Hiroshima.

### Démographie
Au 1er août 2014, la population de Fuchū s'élevait à 50 866 habitants répartis sur une superficie de 10,45 km2. En novembre 2024, elle était estimée à 52 148 habitants.

## Histoire
Le village de Fuchū a été créé le 1er avril 1889 avec la mise en place du système de municipalités modernes. Fuchū a été élevé au statut de bourg le 1er janvier 1937.

## Économie
Le siège social de Mazda se trouve à Fuchū.

## Culture locale et patrimoine
- Musée Mazda

## Transports
La ville est desservie par la ligne principale Sanyō de la JR West, à la gare de Mukainada.